# Wendy Vereen
Wendy Vereen (* 24. April 1966) ist eine ehemalige US-amerikanische Sprinterin.
1993 wurde sie bei den Leichtathletik-Hallenweltmeisterschaften in Toronto Fünfte im 200-Meter-Lauf und war Teil der US-Stafette, die den Demonstrationswettkampf im 1600-Meter-Staffellauf gewann. Bei den Leichtathletik-Weltmeisterschaften in Stuttgart gewann sie im selben Jahr mit dem US-Team Silber in der 4-mal-100-Meter-Staffel.

## Persönliche Bestzeiten
- 100 m: 11,17 s, 3. Juli 1983, Colorado Springs
- 200 m: 22,63 s, 17. April 1993, Walnut
  - Halle: 23,07 s, 13. März 1993, Toronto